# پشته آراکاوا

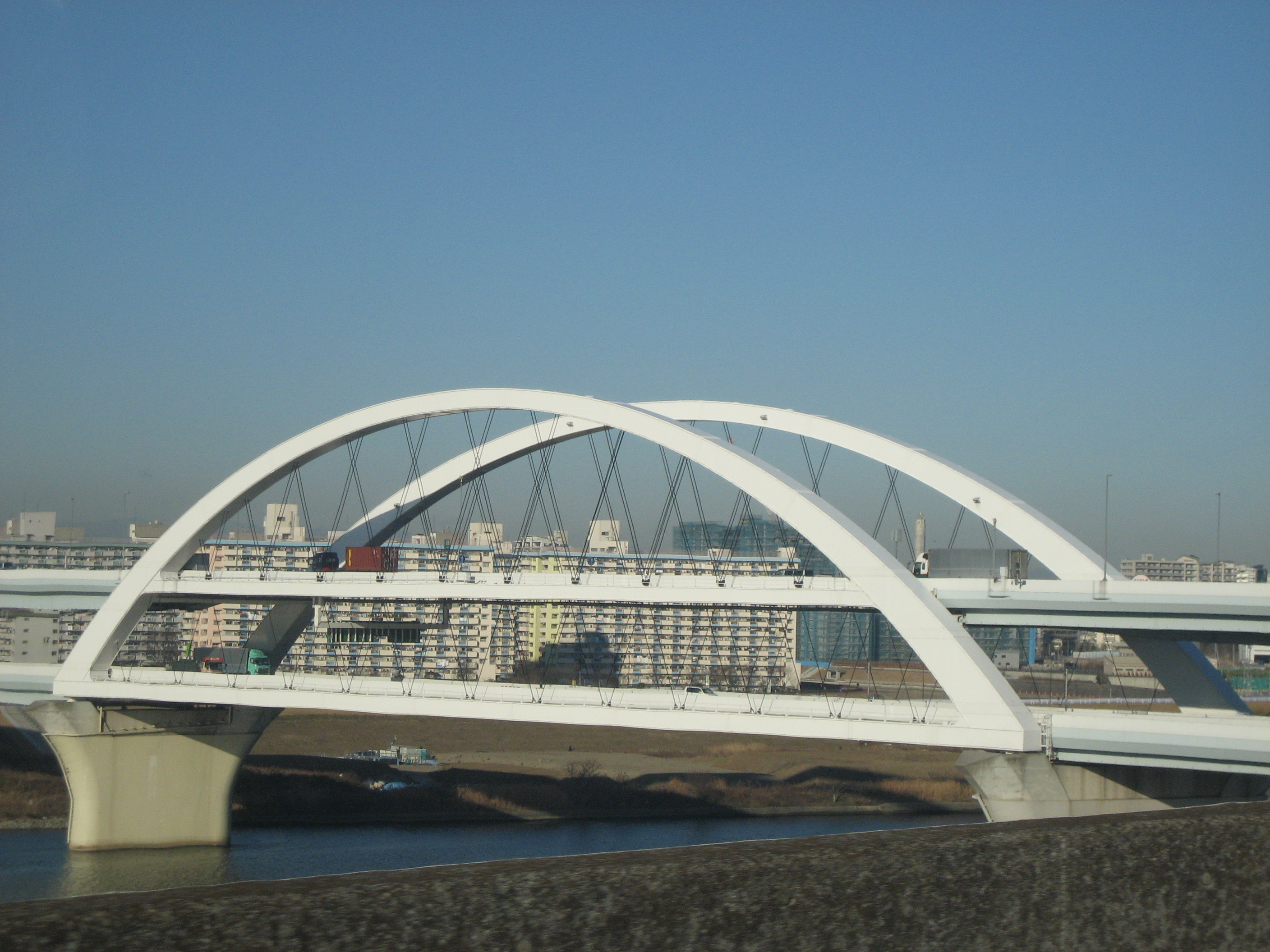
پل گوشیکی-زاکورا یا پل ساکورای پنج رنگ. پشتهٔ آراکاوا قبلاً در نزدیکی این پل قرار داشته است.

پشتهٔ آراکاوا (به ژاپنی: 荒川堤 あらかわづつみ Arakawa zutsumi) در قرن نوزدهم در کنار رود آراکاوای قدیم که امروزه رود سومیدا قرار داشته و یکی از مهم‌ترین مراکز تحقیقاتی و کاشت ساکورا در ژاپن بوده‌است.
در سال ۱۸۸۵ میلادی در دوره میجی هنگامی که پشتهٔ حایل بین رود آراکاوا و زمین‌های اطراف بازسازی شد به خواست مردم تصمیم گرفته شد بر روی این پشته ساکورا کاشته شود. برای این منظور یکی از اشراف منطقه که از قبل جهت حفظ گونه‌های مختلف ساکورای باغی گونه‌های بسیاری را از معابد و نقاط مختلف جمع‌آوری و در باغ منزلش نگهداری کرده بود، تعداد ۳۲۲۵ از ۷۵ گونه را برای کاشت در روی این پشته اهدا کرد. این عمل خیرخواهانه موجب شد که امروزه بسیاری از گونه‌های ساکورای دوره ادو محفوظ مانده و برای نسل امروز حفظ شود. این ساکوراها از کوهوکو (به ژاپنی: 江北 こうほく) تا نیشی آرایی (به ژاپنی: 西新井 にしあらい) در منطقه آداچی کاشته شدند.
از سال ۱۹۰۳ میلادی پشتهٔ آراکاوا به معروفترین مکان برای دیدن ساکورا در توکیو تبدیل شد. پشتهٔ آراکاوا بخاطر تنوع بسیار گونه‌های ساکورا که از سراسر ژاپن به این مکان آورده شده بودند به ساکورای پنج رنگ معروف شد. در این هنگام از این مرکز تعدادی ساکورا به شهر واشینگتن ارسال شد و این شهر هم‌اکنون یکی از مراکز مهم ساکورا در خارج از ژاپن به شمار می‌آید.
شروع انحطاط این مرکز از سال ۱۹۲۷ در نظر گرفته می‌شود. در اثر گسترش شهر و نیاز به نوسازی کنارهٔ رودخانه تعداد زیادی از این درختان بریده شدند یا به محلی دیگری انتقال یافتند. با شروع جنگ جهانی دوم و بحرانی شدن وضع زندگی مردم باقیماندهٔ این درختان نیز بتدریج بریده شدند و به عنوان هیزم مورد مصرف قرار گرفتند.
۵۰ سال بعد از تاریخ اهدای ساکورا به واشینگتن، یعنی در سال ۱۹۸۱ آمریکا تعداد ۳۰۰۰ درخت ساکورا و با ۳۵ گونهٔ مختلف به ژاپن اهدا کرد که این درختان در پشتهٔ آراکاوا و همچنین پارک‌های منطقه آداچی کاشته شدند. از سال ۲۰۰۸ میلادی پروژه‌ای جهت احیای پشتهٔ آراکاوا در حال اجراست.